# Örs socken, Småland
Örs socken i Småland ingick i Allbo härad i Värend, ingår sedan 1971 i Växjö kommun och motsvarar från 2016 Örs distrikt i Kronobergs län.
Socknens areal är 31,99 kvadratkilometer, varav land 28,62. År 2000 fanns här 376 invånare. Kyrkbyn Ör med sockenkyrkan Örs kyrka ligger i socknen. 

## Administrativ historik
Örs socken har medeltida ursprung.
Vid kommunreformen 1862 övergick socknens ansvar för de kyrkliga frågorna till Örs församling och för de borgerliga frågorna till Örs landskommun.  Denna senare inkorporerades 1952 i Moheda landskommun som sedan 1971 uppgick i Växjö kommun. Församlingen uppgick 2006 i Ör-Ormesberga församling som 2014 uppgick i Öjaby församling. 
1 januari 2016 inrättades distriktet Ör, med samma omfattning som församlingen hade 1999/2000.  
Socknen har tillhört samma fögderier och domsagor som Allbo härad. De indelta soldaterna tillhörde Kronobergs regemente, Norrvidinge kompani och Smålands grenadjärkår, Sunnerbo komplani.

## Geografi
Örs socken ligger nordväst om Helgasjön och öster om Furen. Socknen består av en kuperad odlingsbygd och skogbevuxen möränterräng.

## Fornminnen
Tre hällkistor från stenåldern, flera gravrösen och en hällristning från bronsåldern och några järnåldersgravfält finns här, liksom en offerkälla finns vid kyrkan.

## Namnet
Namnet (1273 Ör), taget från kyrkbyn, innehåller ordet ör, grus(bank).

### Fotnoter
1. 1 2 3  Svensk Uppslagsbok Örs socken
2. 1 2  Harlén, Hans; Harlén Eivy (2003). Sverige från A till Ö: geografisk-historisk uppslagsbok. Stockholm: Kommentus. Libris 9337075. ISBN 91-7345-139-8
3. ↑  ”Församlingar”. Statistiska centralbyrån. https://www.scb.se/hitta-statistik/regional-statistik-och-kartor/regionala-indelningar/forsamlingar/. Läst 30 december 2022.
4. ↑  Administrativ historik för Ör socken (Klicka på församlingsposten). Källa: Nationella arkivdatabasen, Riksarkivet.
5. 1 2  Sjögren, Otto (1931). Sverige geografisk beskrivning del 2 Östergötlands, Jönköpings, Kronobergs, Kalmar och Gotlands län. Stockholm: Wahlström & Widstrand. Libris 9939
6. 1 2 3  Nationalencyklopedin
7. ↑  Fornlämningar, Statens historiska museum: Örs socken, Småland
8. ↑  Fornminnesregistret, Riksantikvarieämbetet: Örs socken, Småland Fornminnen i socknen erhålls på kartan genom att skriva in sockennamn (utan "socken") i "Ange geografiskt område"